# 홍희원
홍희원(1980년 3월 31일 ~ )은 동국대학교 연극학과 출신의 대한민국 뮤지컬 배우이다. 한 길이 막히면 다른 길이 열리는 신기한 경험을 여러 번 있다고 말하는 홍희원은 라이선스 작품이 주어진 대본과 노래에 배우가 맞춰가는 작업이라면 "창작은 라이선스와는 반대다. 한 아이를 낳아서 기르는 부모의 손길이 창작의 작업과 비슷하다고 생각한다." 그 과정에서 작품을 키워나가는 재미로 캐릭터를 키우고 연기할 때의 쏠쏠한 맛을 감탄한다.

## 학력
- 동국대학교 연극학과

## 공연
- 2006년 뮤지컬 《렌트》
- 2006년 뮤지컬 《드라큘라》
- 2006년 뮤지컬 《겨울연가》
- 2007년 ~ 2008년 뮤지컬 《오! 당신이 잠든 사이》
- 2008년 뮤지 《싱글즈》
- 2009년 오페라 《나부코》
- 2010년 뮤지컬 《오! 당신이 잠든 사이》
- 2010년 연극 《슈퍼맨이 날아간 자리》
- 2011년 뮤지컬 《웨딩앤캐쉬》
- 2011년 뮤지컬 《폴링 포 이브》
- 2011년 ~ 2012년 연극 《밀당의 탄생》
- 2012년 2012 대구국제뮤지컬페스티벌 《내 인생의 특종》
- 2012년 연극 《국화꽃 향기》
- 2012년 뮤지컬 《총각네 야채가게》
- 2012년 뮤지컬 《김종욱 찾기》
- 2013년 연극 《웨딩브레이커》
- 2013년 《달을 품은 슈퍼맨》
- 2013년 뮤지컬 《무녀 도동리》 경주 예술의 전당
- 2013년 뮤지컬 《무녀 도동리》 국립중앙박물관
- 2013년 《자리주쇼》
- 2013년 《총각네 야채가게 토크 콘서트》
- 2013년 《총각네 야채가게》 성수아트홀
- 2013년 뮤지컬 《사랑은 비를 타고2》
- 2014년 《또봇 아빠의 노래》
- 2014년 2014 대구국제뮤지컬페스티벌 《상하이의 불꽃》
- 2014년 연극 《트랜스십이야》 아트센타k극장
- 2015년 뮤지컬 《그남자 그여자》
- 2015년 연극 《택시드리벌》 두산연강홀
- 2015년 뮤지컬 《TIMELESS》 센텀씨티 소향씨어터홀
- 2015년 뮤지컬 《드가장》 대학로예술마당
- 2016년 뮤지컬 《웰다잉》 아트원씨어터
- 2016년 연극 《택시드리벌》 유니플렉스
- 2016년 연극 《아들》 아트원씨어터
- 2016년 뮤지컬 《더 넥스트페이지》 안산문화예술의전당
- 2016년 뮤지컬 《더 넥스트페이지》 대학로예술극장
- 2018~2019년 연극 《찬란하지 않아도 괘찮아》 아트씨어터 3관 시온역

## 출연작

### 드라마
- 《하얀 거짓말》 (2008년, MBC》 - 현우, 강정우 비서 역
- 《애정만만세》 (2011년, MBC) - 한대수 역
- 《우리가 결혼할 수 있을까》 (2012년, JTBC) - 현기조 역
- 《미생》 (2014년, tvN) - 장백기의 친구 ep.15
- 《화려한 유혹》 (2015년, MBC) - 최광국 검사 역
- 《너를 노린다》 (2015년, SBS) - 엄기호 형 역
- 《마담 앙트완》 (2016년, JTBC) -
- 《청춘시대》 (2016년, JTBC) -
- 《다시 시작해》 (2016년, MBC) - 조변호사 역
- 《월계수 양복점 신사들》 (2016년, KBS2) - 박규성 역
- 《뷰티풀 마인드》 (2016년, KBS2) -
- 《보이스》 (2017년, OCN) -
- 《언니는 살아있다》 (2017년, SBS) - 찰리정 역
- 《추리의 여왕》 (2017년, KBS2) - 표실장 역
- 《병원선》 (2017년, MBC) -  관현선배 역
- 《당신이 잠든 사이에》 (2017년, SBS) - 살인사건 부검의 역
- 《사랑의 온도》 (2017년, SBS) - 지홍아 남친 역
- 《달콤한 원수》 (2017년, SBS) - 이한성 역
- 《언터처블》 (2017년, JTBC) - 지동석 검사 역
- 《매드 독》 (2017년, KBS2) - 진경수 검사 역
- 《돈꽃》 (2017년, MBC) - 하영도 검사 역
- 《이판사판》 (2017년, SBS) - 탁영진 검사 역
- 《기름진 멜로》 (2018년, SBS) - 최병욱 변호사 역
- 《미스 함무라비》 (2018년, JTBC) - 구진태 변호사 역
- 《라이프 온 마스》 (2018년, OCN) - 김민석의 담당 변호사 역
- 《내리는 일억 개의 별》 (2018년, tvN) - 이해진 역
- 《보좌관》 (2019년, JTBC) - 박영범 의원 역 (갑영파)
- 《저스티스》 (2019년, KBS2) - 검사 역
- 《멜로가 체질》 (2019년, JTBC) - 녹색재단 이사장 역 ep.14
- 《날아라 개천용》 (2020년, SBS) - 김광우 변호사 역
- 《안나》 (2021년, 쿠팡플레이) - 정희원 비서실장 역

### 영화
- 《천상의 피조물》
- 2010년 《구르믈 버서난 달처럼》
- 2012년 《회사원》
- 2012년 《늑대소년》
- 2015년 《세상끝의 사랑》
- 2017년 《싱글라이더》

### 그밖의 활동
- 월드컵홍보대사
- CF광고 : LG텔레콤
- Let's KT, BC카드 (박수편)
- 닌텐도 Wii (집들이편)
- S-oil (구도일편)
- 삼성카드
- 제주 설록 녹차
- 삼성화재
- LG 텔레콤
- 서울하이패스 카드
- 가그린
- 호반건설
- 쉐보레 "임팔라"
- 아모레퍼시픽"
- MG 새마을 금고
- 넥센타이어
- 삼성카드 (홀가분편)
- 기아 자동차 "2018 더 뉴 카니발"
- 미래에셋 "한국관광공사 홍보"
- 전자금융사기 "당신의 가치를 지키다"
- 국민건강 보험
- AMWAY공기청청기 "엣모스피어"
- 라이나생명 보험
- 2019 대한항공 50주년
- 현대 전기차 아이오닉5 “메인”
- 한국투자증권ㅡ퇴직연금편: 메인

## 인터뷰
- 배우 홍희원, 시를 사랑하는 이 남자의 품격 인터뷰[1]

## 참조
1. 1 2  “배우 홍희원, 시를 사랑하는 이 남자의 품격 인터뷰”. 오마이뉴스. 2013년 5월 12일.